# Chris Boardman

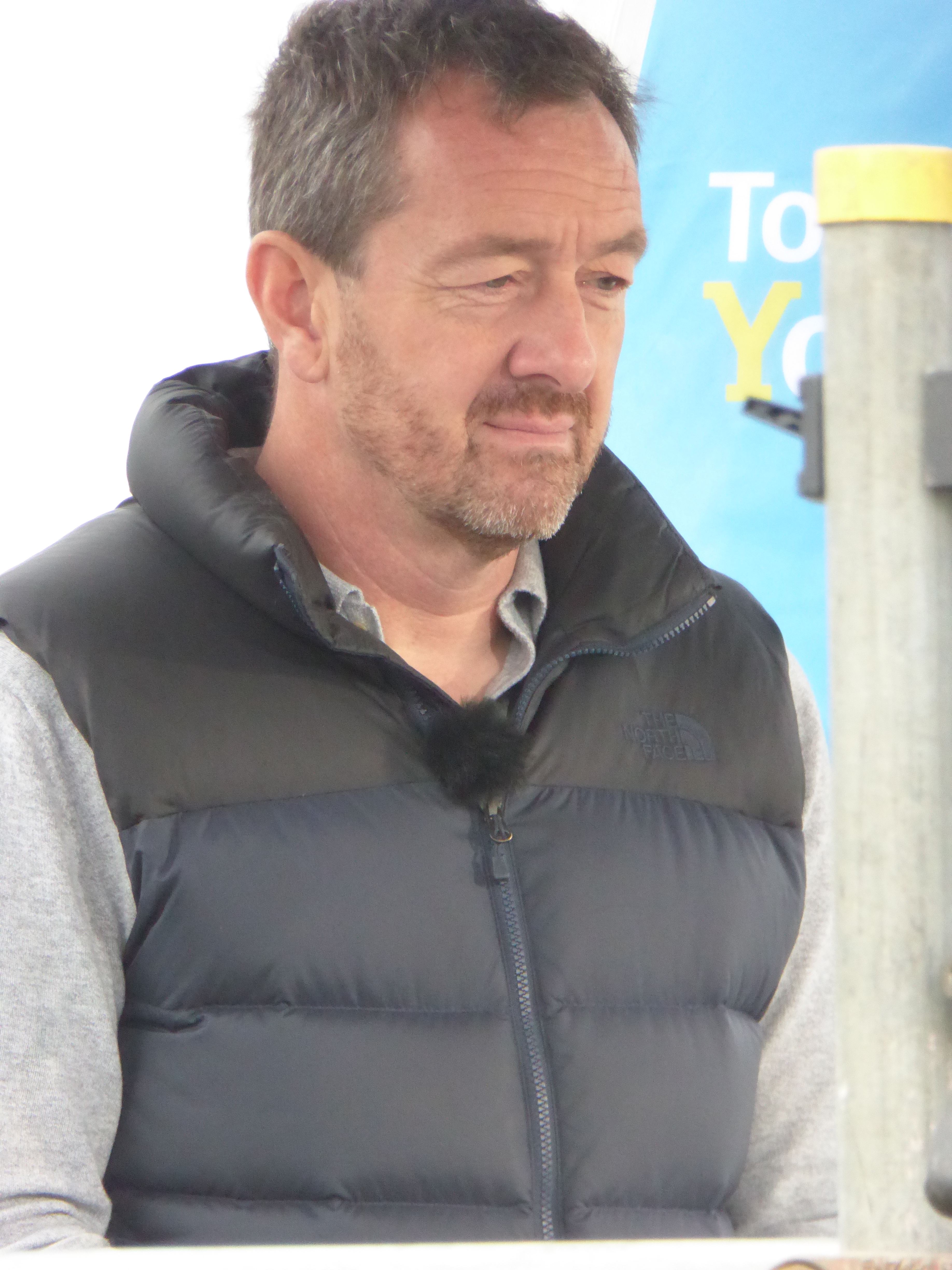
Chris Boardman (2018)

Christopher Miles Boardman (* 26. August 1968 in Hoylake, Großbritannien) ist ein ehemaliger englischer Radrennfahrer.

## Sportliche Laufbahn
1992 gewann Chris Boardman olympisches Gold in der Einerverfolgung. Er war vor allem bekannt als Einzelzeitfahrspezialist und hielt bis zum 19. Juli 2005 den  Stundenweltrekord. Seine Bestleistung (56,375 km), die er am 6. September 1996 im Manchester Velodrome aufstellte, wurde nachträglich von der UCI annulliert, da die UCI die Regeln änderte und nur noch traditionelle Rennmaschinen erlaubte. Das betraf alle Stundenweltrekorde von 1984 bis 1996. Am 27. Oktober 2000 holte er sich den Rekord zurück, nun auf einem „erlaubten“ Rad.
Boardman verwendete wie viele Stundenweltrekordler Spezialrennräder, bei denen er aufgrund eines modifizierten Triathlon-Bügels lang vorgestreckt auf dem Lenker lag. Diese aerodynamisch sehr günstige Position wäre mit geringen Änderungen auch nach heutigem Regelwerk noch erlaubt, zudem nutzte Boardman nicht derart unterschiedlich große Räder, wie z. B. Francesco Moser oder eine Sonderposition wie Graeme Obree. Dennoch gelten seine Rekorde wie die von Moser, Indurain, Rominger und anderen nur noch als Bestleistungen.
Im Jahr 1996 errang Boardman im Einzelzeitfahren die Bronzemedaille bei den Olympischen Spielen in Atlanta. Außerdem verbuchte Boardman einige Weltmeistertitel für sich, siegte 1996 beim Grand Prix des Nations sowie dem Critérium International und konnte dreimal den Prolog der Tour de France für sich entschieden: 1994 in Lille bei seiner ersten Tour, 1997 in Rouen sowie 1998 in Dublin.

## Berufliches
Seit 2007 betreibt Chris Boardman das Unternehmen Boardman Bikes, das unter anderem seit der Saison 2011 das Professional Continental Team UnitedHealthcare ausrüstet.

## Publikationen
- Chris Boardman: The Biography of the Modern Bike. The Ultimate History of Bike Design. Cassell 2015. ISBN 978-1-84403-783-4
- Eddy Merckx/Chris Boardman/Chris Sidwells: Biography of the Bike: The Ultimate History of Bike Design. Voyageur Press 2015. ISBN 978-0-7603-4989-2
- Greg LeMond/Chris Boardman/Andrew Longmore: Chris Boardman – The Complete Book of Cycling. Partridge 2000. ISBN 978-1-85225-267-0
- Mick Jagger/Chris Boardman/Phil Liggett: The Fastest Man on Two Wheels: In Pursuit of Chris Boardman. Boxtree 1993. ISBN 978-1-85283-915-4